# Zomergem
Zomergem là một đô thị tọa lạc ở the Flanders và trong tỉnh Oost-Vlaanderen, ở Bỉ. Đô thị này bao gồm các thị xã Oostwinkel, Ronsele và Zomergem proper. Tại thời điểm ngày 1 tháng 1 năm 2006 Zomergem có tổng dân số 8.011 người. Tổng diện tích là 38,78 km² với mật độ dân số là 207 người trên mỗi km².